# Sontay
Sontay en français ou Sơn Tây en vietnamien est une ville du nord du Vietnam (ancien Tonkin) qui fut la capitale de la Province de Hà Tây jusqu'à son absorption dans l'administration de Hanoï effective à partir du 1er août 2008 ; c'est maintenant une ville administrée par une ville-province (thành phố thuộc TPTTTW). Jusqu'en 1965, Sontay fut la capitale de la province de Sontay, qui fusionnant avec la province de Ha Dong forma ensuite la province de Ha Tay.

## Géographie
Sontay se trouve à 35 kilomètres à l'ouest de la ville même de Hanoï. Comprenant dans ses faubourgs de nombreuses casernes et baraquements militaires, la ville est surnommée la « ville des soldats ». C'est ici que se trouve l'École d'Infanterie de l'armée populaire vietnamienne.

## Histoire

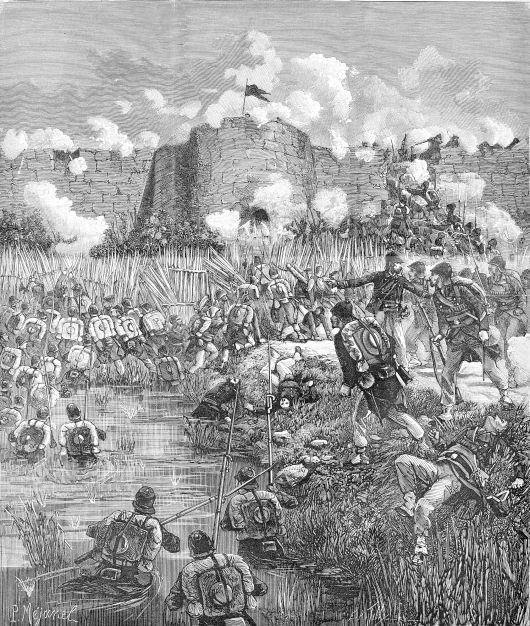
Prise de la citadelle de Sontay, le 16 décembre 1883.

C'est au XVIIe siècle que cette petite ville est fondée pour la défense de la capitale du Tonkin. 
En 1851, l'abbé Augustin Schoeffler, prêtre des Missions Étrangères de Paris, y est mis à mort. Il sera canonisé par le pape Jean-Paul II en 1988. 
La ville est fameuse dans l'histoire coloniale française et l'histoire de l'Indochine française car c'est ici que se déroula la bataille de Sontay du 11 décembre au 17 décembre 1883 pendant l'expédition du Tonkin. Le corps expéditionnaire français, commandé par l'amiral Courbet, s'opposa aux contingents des Pavillons Noirs et leurs supplétifs annamites armés par la Chine. La rue de Sontay à Paris commémore cette bataille.

## Population

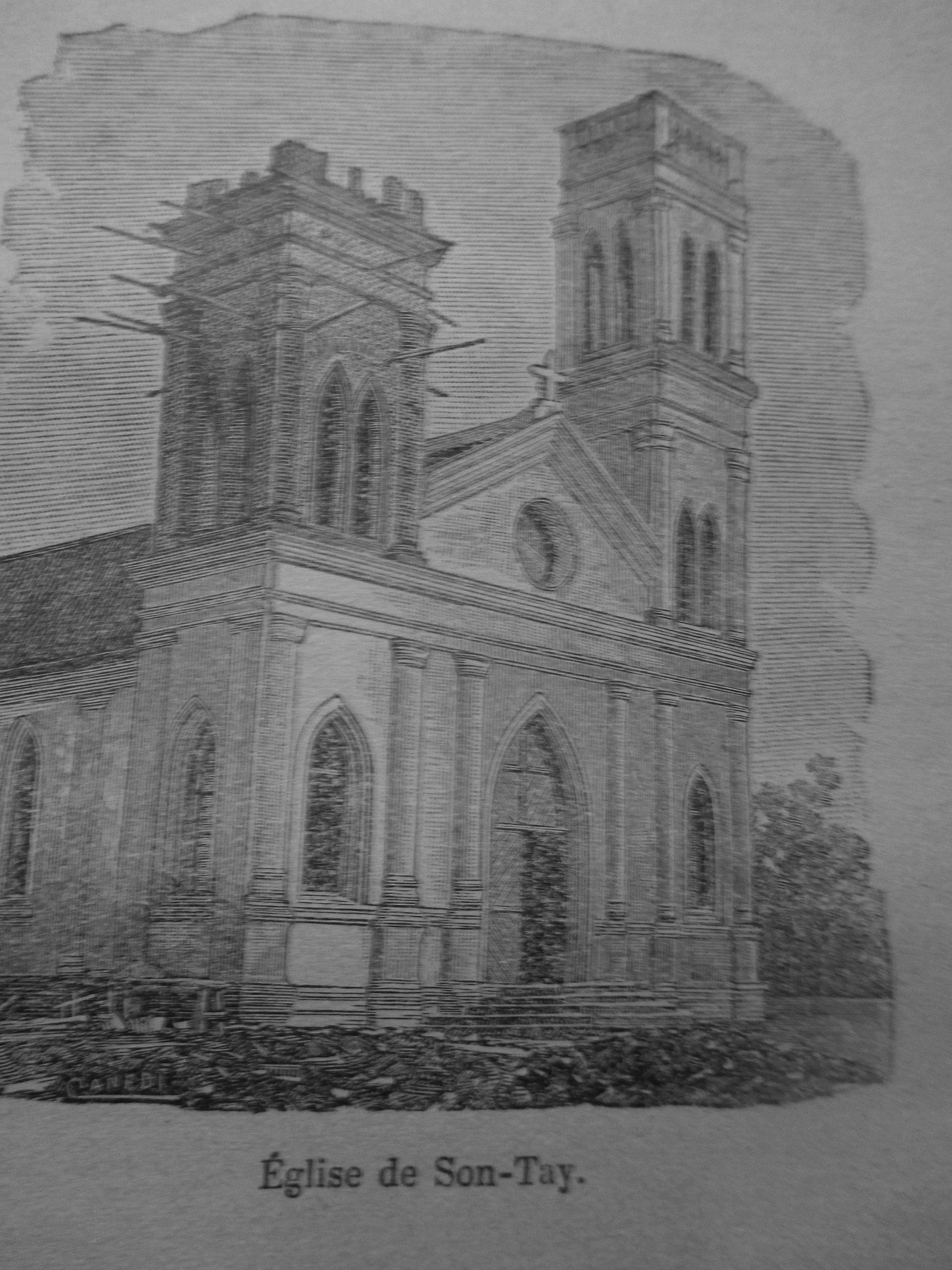
Vue de l'église de Sontay en 1884 (reconstruite ensuite).

Le nombre de ses habitants s'élevait à 181 831 en 2008.